# San Mamed (Viana del Bollo)
San Mamed (llamada oficialmente Santiago de San Mamede) es una parroquia y una aldea del municipio español de Viana del Bollo, en la provincia de Orense, Galicia.

## Toponimia
La parroquia también es conocida por el nombre de Santiago de San Mamed.

## Organización territorial
La parroquia está formada por una entidad de población:
- San Mamede

## Demografía
Gráfica demográfica del lugar y parroquia de San Mamed según el INE español:
| Gráfica de evolución demográfica de San Mamed entre 2000 y 2023 |
|                                                                 |
| Datos según el nomenclátor publicado por el INE.                |